# Beckhead Tarn
Der Beckhead Tarn ist ein See im Lake District, Cumbria, England.
Der Beckhead Tarn liegt in einem Pass zwischen dem Great Gable im Osten und dem Kirk Fell im Westen.
Der See hat keinen erkennbaren Zufluss und keinen erkennbaren Abfluss. Der flache See trocknet bei lang anhaltender Trockenheit unter Umständen ganz aus.